# Vertikální odpalovací zařízení

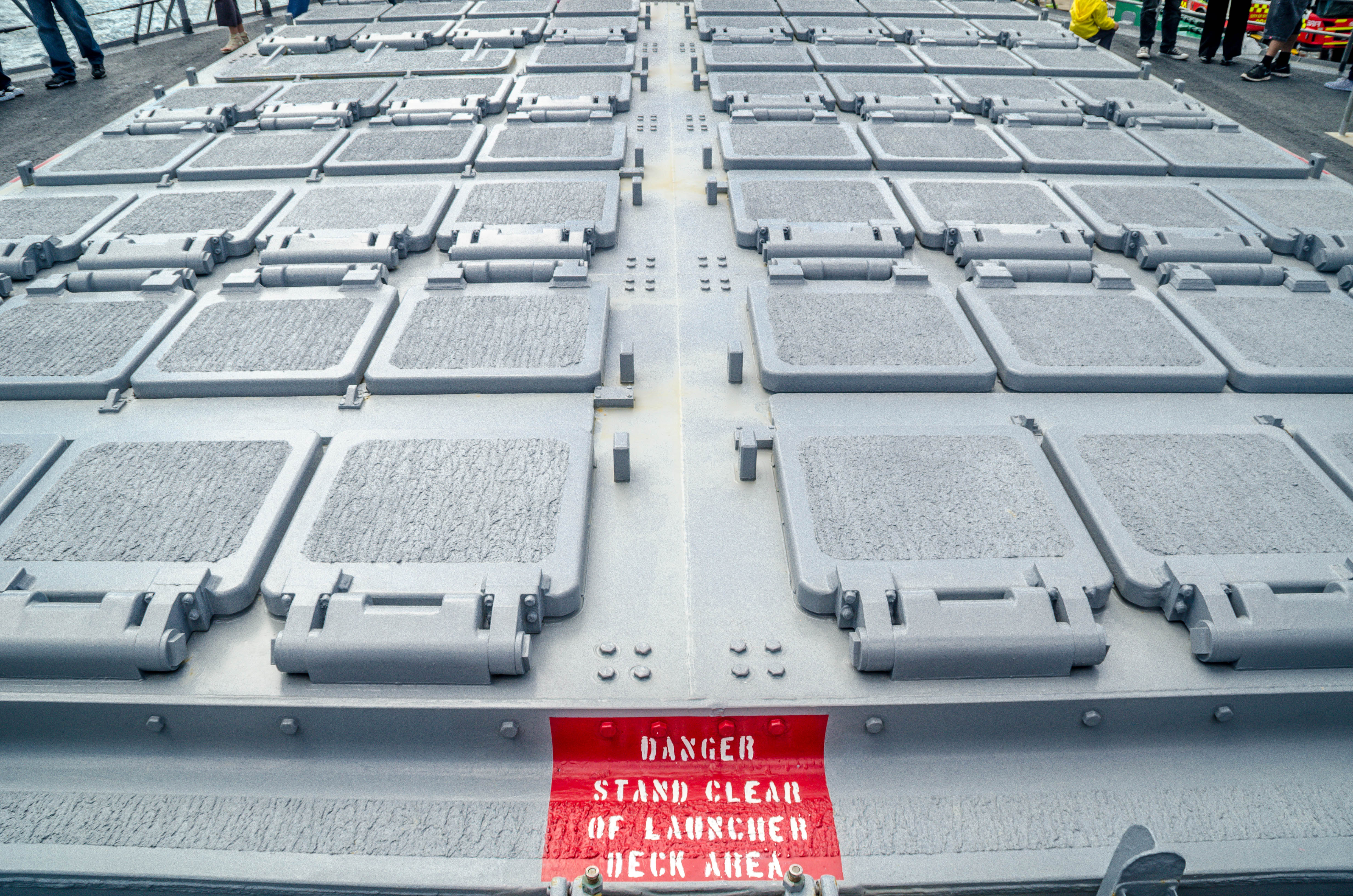
Vertikální odpalovací zařízení Mk 41 na americkém torpédoborci USS Chosin (CG-65)

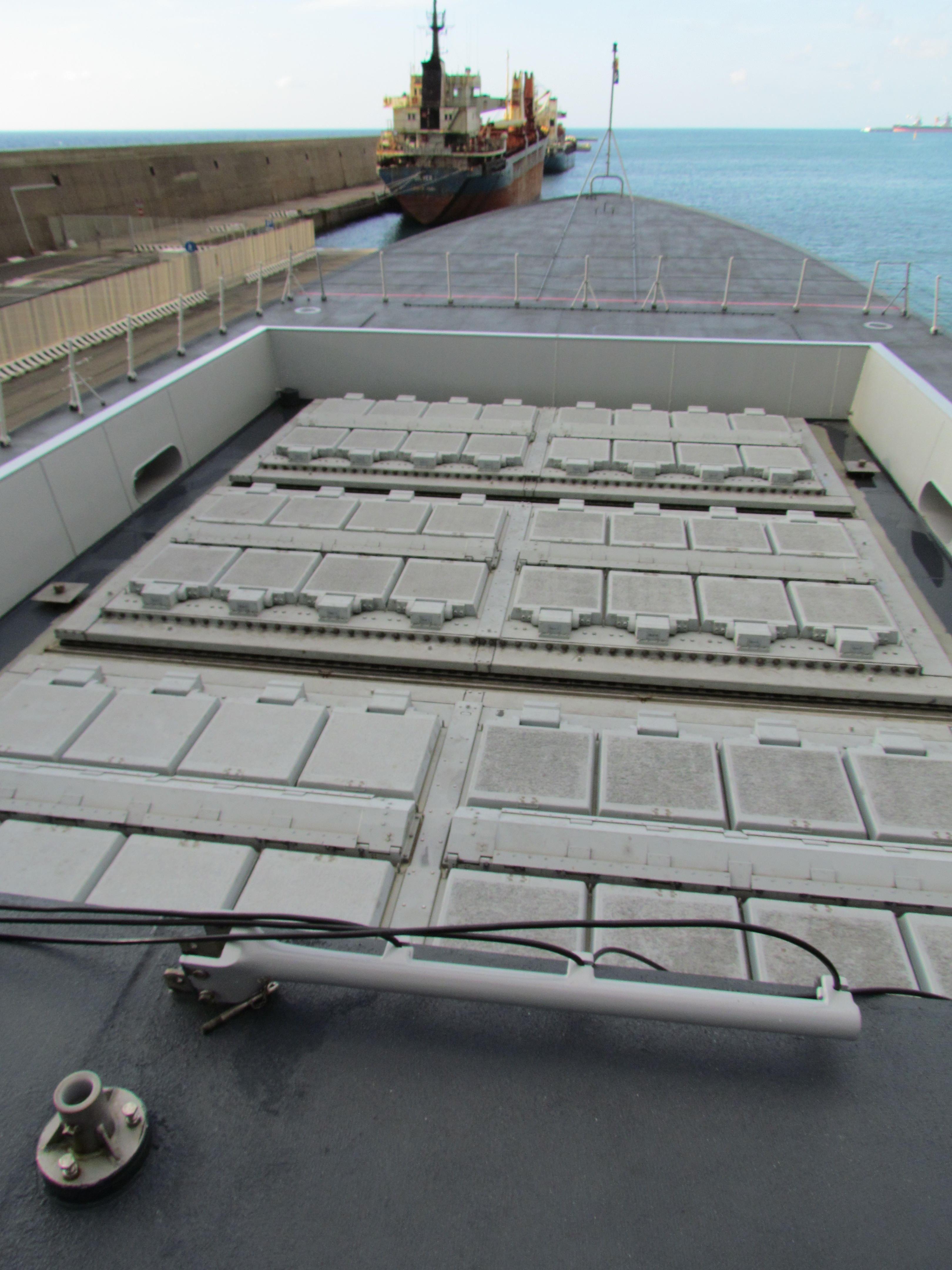
Vertikální odpalovací systém Sylver A50 na italské fregatě Caio Duilio (D554)

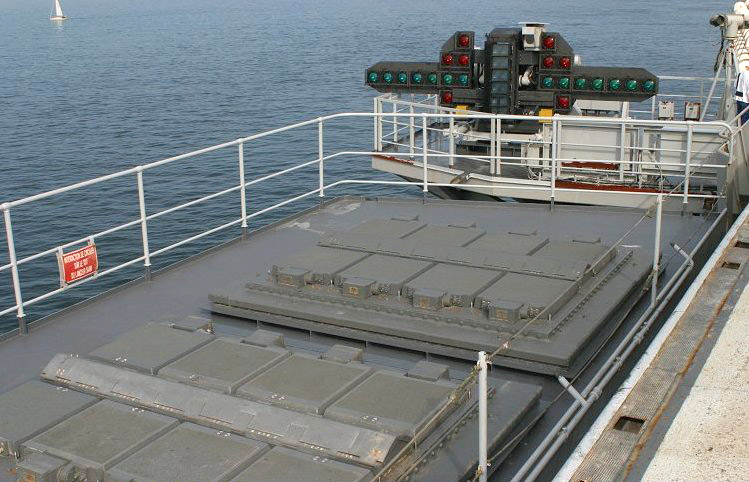
Vertikální odpalovací zařízení Sylver A43 na francouzské letadlové lodi Charles de Gaulle (R91)

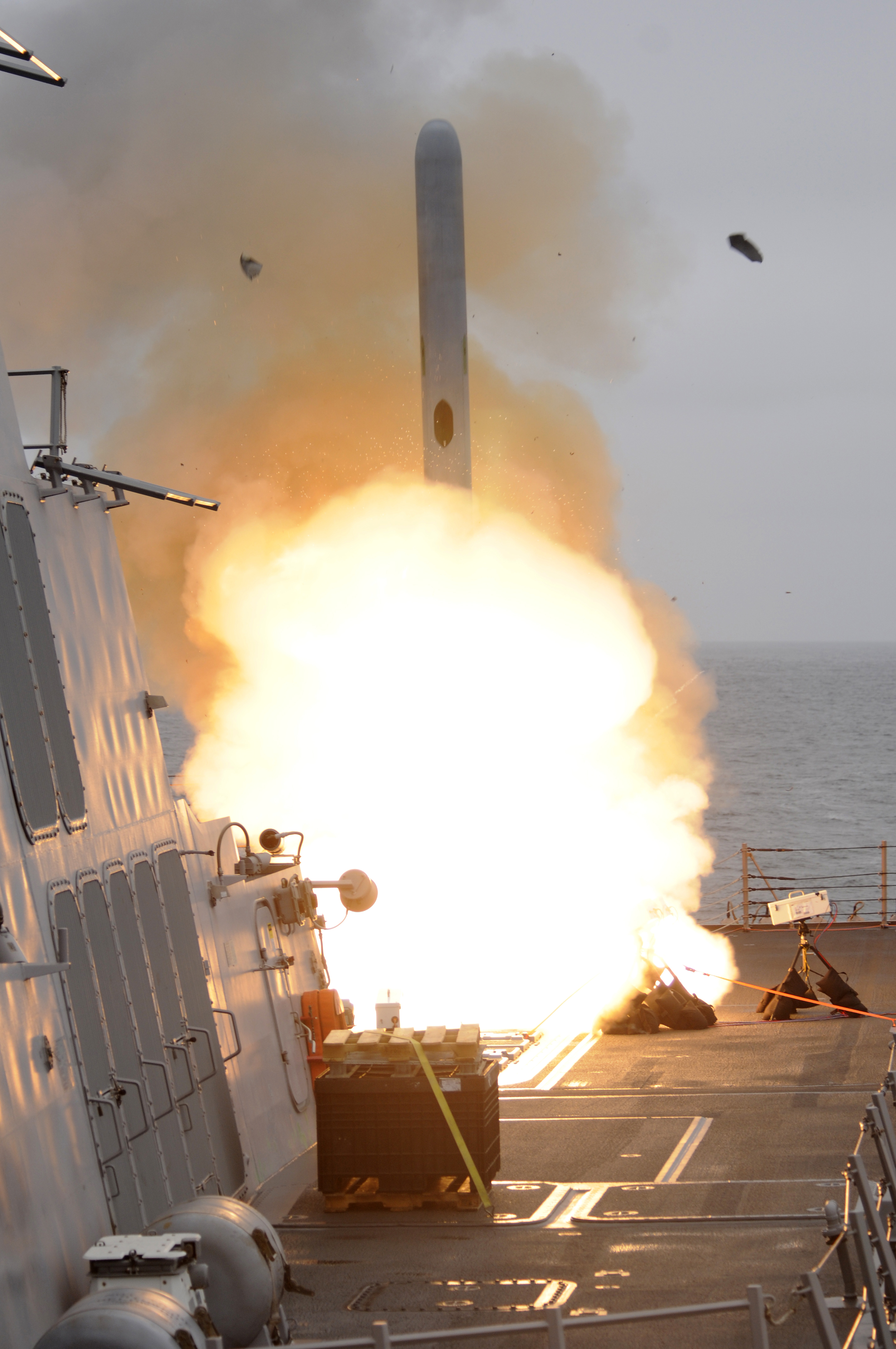
Střela s plochou dráhou letu BGM-109 Tomahawk při odpalu z vertikálního odpalovacího systému Mk 41 na americkém torpédoborci USS Sterett (DDG-104)

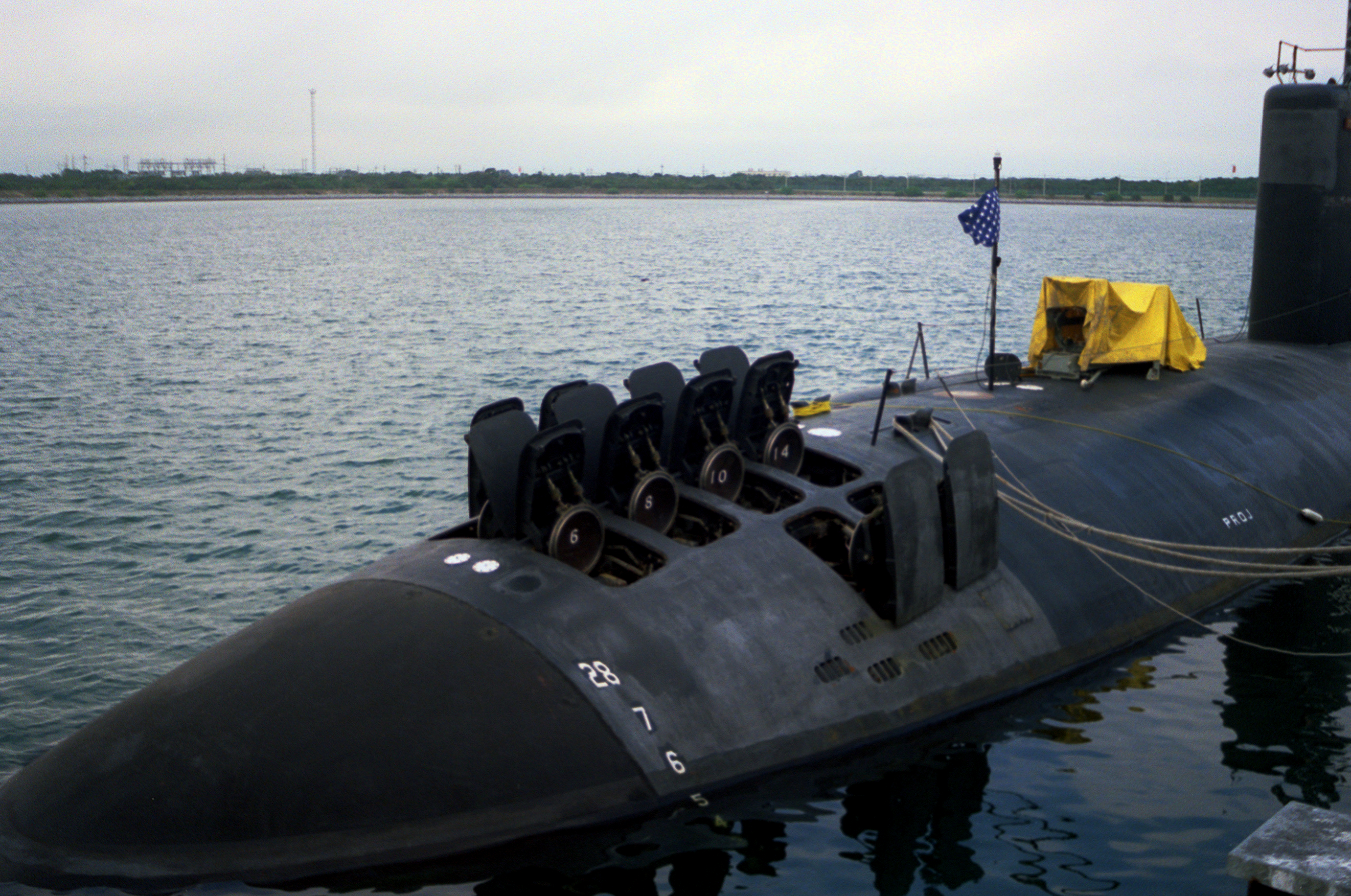
Vertikální odpalovací systém Mk 36 na americké ponorce USS Santa Fe (SSN-763)

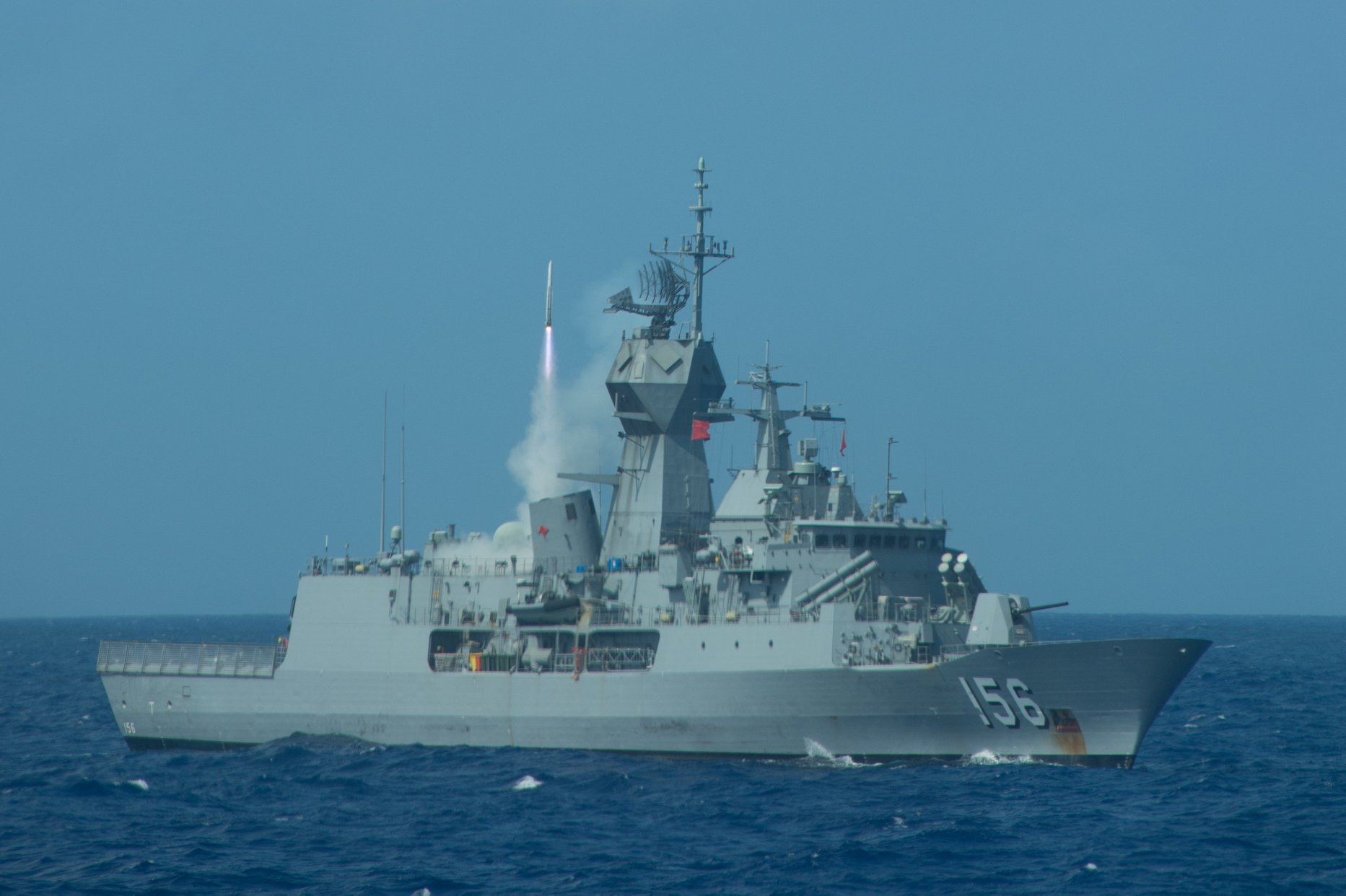
Protiletadlová řízená střela RIM-162 ESSM odpálená z australského fregaty HMAS Toowoomba (FFH 156)

Vertikální odpalovací zařízení (anglicky Vertical launching system, zkráceně VLS) je moderní systém pro skladování a odpalování raket na mobilních námořních platformách, jako jsou válečné lodě a ponorky. Každé vertikální odpalovací zařízení se skládá z několika sil, které mohou obsahovat jednu nebo více raket připravených k odpálení. Obvykle může každé silo pojmout několik různých typů raket, což lodi umožňuje flexibilně vyzbrojit se těmi nejlepšími typy střel pro danou misi. Navíc, když jsou vyvinuty nové rakety, jsou obvykle namontovány na stávající vertikální odpalovací systémy daného státu, což umožňuje stávajícím lodím používat nové typy raket bez nákladné přestavby. Po vydání povelu vyletí střela přímo vzhůru a pak se otočí na požadovaný kurz.

## Charakteristika
Vertikální odpalovací zařízení umožňuje hladinovým bojovým lodím mít v daném okamžiku k dispozici větší počet zbraní připravených k odpálení ve srovnání se staršími odpalovacími systémy, jako jsou jednoramenné odpalovací zařízení Mk 13 a dvouramenné Mk 26, které byly zásobovány zezadu ze zásobníku v podpalubí. Kromě větší palebné síly je vertikální odpalovací systém mnohem odolnější vůči poškození a spolehlivější než předchozí systémy a má nižší radarový průřez. Námořnictvo Spojených států amerických nyní u svých torpédoborců a křižníků s řízenými střelami spoléhá výhradně na vertikální odpalovací zařízení.
Při instalaci na útočnou ponorku s jaderným pohonem umožňuje vertikální odpalovací zařízení nasadit větší počet zbraní ve srovnání s použitím pouze torpédometů.

## Vertikální odpalovací zařízení ve službě

### Mk 41 Vertical Launching System
Vertikální odpalovací systém Mark 41 (Mk 41) je námořní víceúčelové modulární vertikální odpalovací zařízení použitelné pro různé druhy řízených střel a v současné době je nejrozšířenější systém svého druhu. Systém je využíván na více než 200 válečných lodí a využívá ho 16 námořnictev. Hlavním dodavatelem systému je společnost Lockheed Martin, některé hlavní komponenty a kontejnery systému vyrábí též firma BAE Systems Land & Armaments. Základem vypouštěcího zařízení jsou dva osminásobné moduly, kterých bývá instalováno několik vedle sebe.

### Sylver
Vertikální odpalovací systém Sylver je vertikální vypouštěcí zařízení řízených střel vyvinuté francouzskou společností Naval Group. Systém je využitelný pro plavidla od velikosti korvety. Původně byl navržen pro střely MBDA Aster, francouzské námořnictvo ale požadovalo, aby bylo schopné používat i americké střely Standard. Dnes systém dokáže nést několik typů různých střel a je používán na skoro 50 válečných lodích a využívá ho 9 námořnictev.

### Korejské vertikální odpalovací zařízení
Korejské vertikální odpalovací zařízení je jihokorejské vertikální odpalovací zařízení použitelné pro různé druhy střel. Jediným uživatelem tohoto systému je Námořnictvo Korejské republiky. Hanwha Defense vyvíjí novější verzi tohoto systému, a to KVLS-II.

### MİDLAS
Turecké vertikální silo MİDLAS (Milli Dikey Atım Lançer Sistemi, v překladu národní vertikální odpalovací systém) vyvinula turecká společnost Roketsan. Vývoj systému byl urychlen kvůli nedodání amerických sil Mk 41 v důsledku uvalení amerických sankcí CAATSA v roce 2020. První zkušební odpal ze sila proběhl 3. prosince 2022. Dne 12. března 2024 proběhla první zkušební střelba ze sila MİDLAS umístěného na palubě turecké fregaty Istanbul (F-515). Úspěšně byla vypuštěna protiletadlová řízená střela HISAR-D. Do výzbroje sila je plánována rovněž integrace protiletadlových řízených střel SIPER a protilodních střel ATMACA.

### Ostatní vertikální odpalovací zařízení
Mnoho námořnictev na světě používá vertikální odpalovací systémy a na seznam všech států, které používají tyto systémy se můžete podívat níže.

## Uživatelé
- Alžírsko
- Austrálie
- Belgie
- Brazílie
- Bulharsko
- Čína
- Dánsko
- Egypt
- Finsko
- Francie
- Chile
- Indie
- Itálie
- Írán
- Indonésie
- Japonsko
- Jižní Afrika
- Jižní Korea
- Kanada
- Malajsie
- Maroko
- Německo
- Nizozemsko
- Norsko
- Nový Zéland
- Omán
- Portugalsko
- Rusko
- Řecko
- Singapur
- Spojené království
- Spojené státy americké
- Španělsko
- Thajsko
- Turecko